# Laurentiuskirche (Lausnitz)

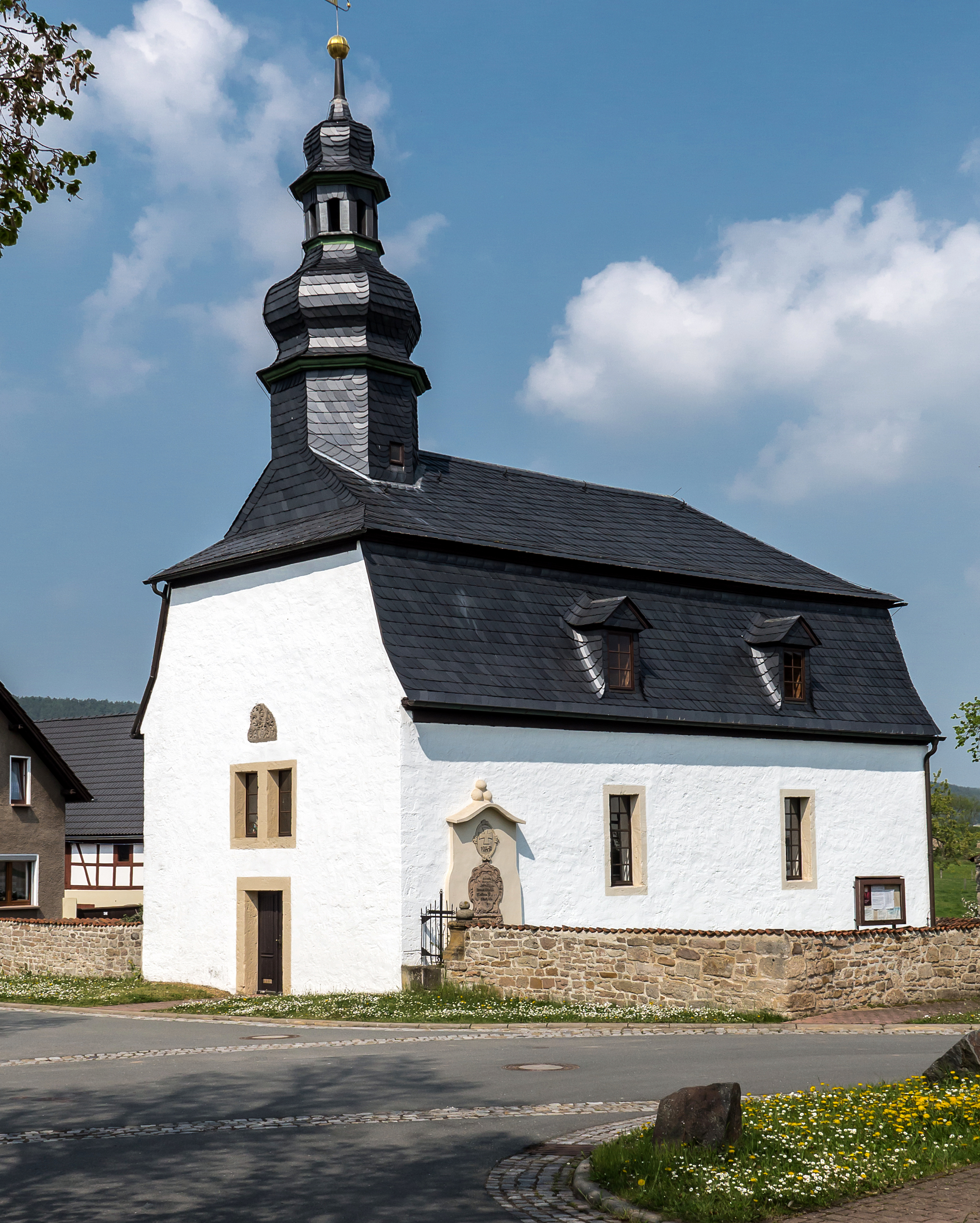
Laurentiuskirche

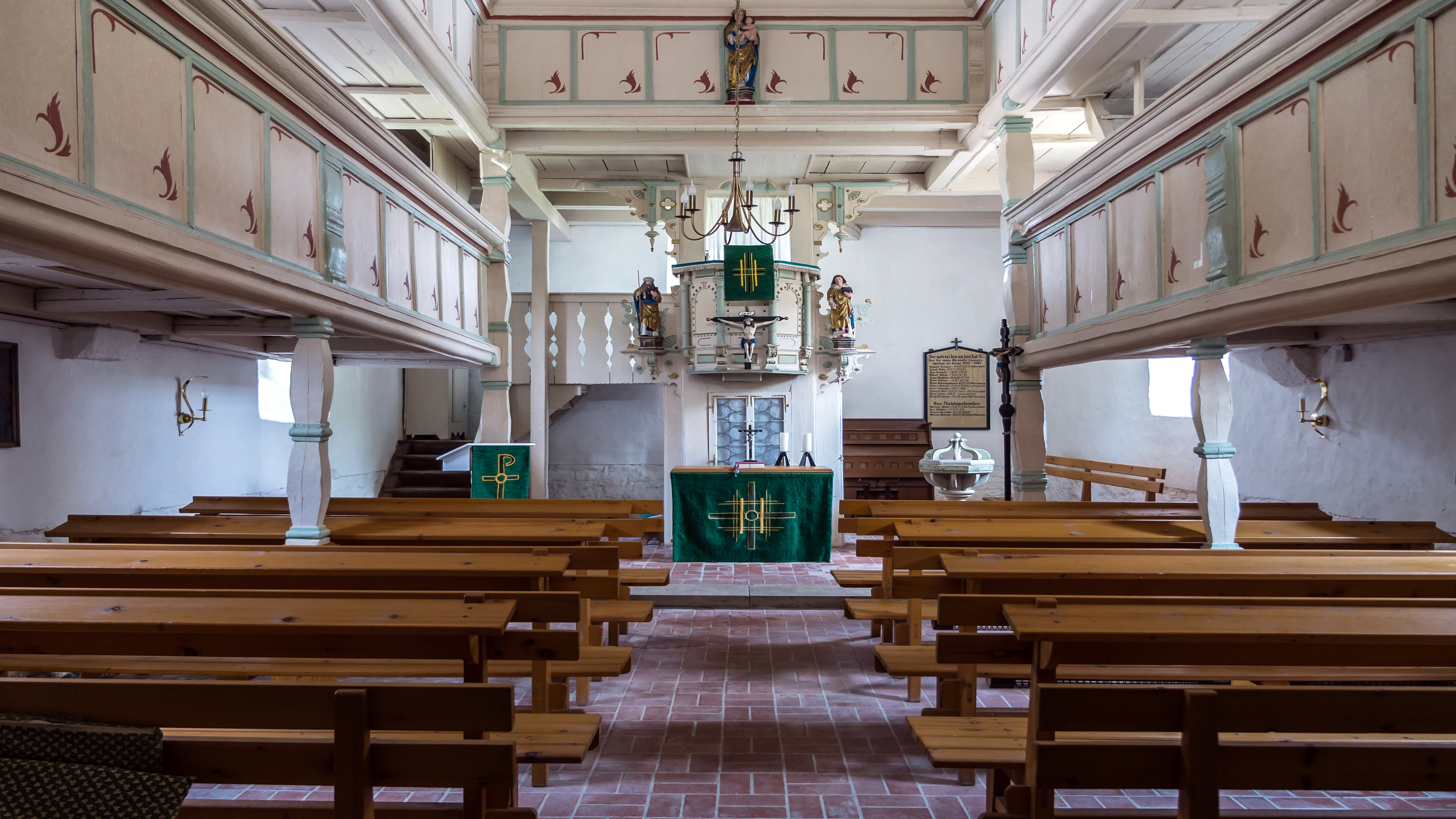
Innenansicht

Die evangelisch-lutherische, denkmalgeschützte Laurentiuskirche steht in Lausnitz, einem Ortsteil von Unterwellenborn im Landkreis Saalfeld-Rudolstadt von Thüringen. Die Kirchengemeinde Lausnitz gehört zur Pfarrei Kamsdorf-Könitz im Kirchenkreis Rudolstadt-Saalfeld der Evangelischen Kirche in Mitteldeutschland.

## Beschreibung
Die rechteckige Saalkirche wurde seit 1724 unter Verwendung der Mauerreste des vorreformatorischen Vorgängerbaus errichtet und am 6. November 1725 eingeweiht. Das Kirchenschiff ist mit einem schiefergedeckten Mansarddach mit Dachgauben bedeckt. Im westlichen Bereich erhebt sich ein Dachreiter. Er besteht aus einem achtseitigen Aufsatz, der eine bauchige Haube trägt, auf der eine Laterne sitzt, die von einer Turmkugel bekrönt ist.
Der Innenraum hat zweigeschossige Emporen und ist mit einem hölzernen Tonnengewölbe überspannt. Im Osten steht der Kanzelaltar von 1725, darüber befindet sich die zweite Empore für die vom Orgelbauer Friedrich Wilhelm Dornheim 1875 gebaute Orgel. Der Kanzelkorb ist mit Beschlagwerk verziert. Seine Buckelquadern sind Reste der Kirchenausstattung des Vorgängerbaus. Seitlich des Korbes sowie an der Orgelempore sind von einem Schüler Tilman Riemenschneiders geschnitzte Statuen von Maria mit dem Kind, Antonius und Laurentius. Sie waren ursprünglich Bestandteile eines ehemaligen Altarretabels, entstanden um 1510, und stammen aus der Saalfelder Werkstatt des Hans Gottwalt von Lohr.
1989 wurde die Kirche zuletzt renoviert.